# Derre Kwee
Derre Kwee (Losser, 7 september 1994) is een Nederlands betaald voetballer die als rechtsback speelt.

## Clubcarrière
Kwee begon te voetballen bij Quick'20 in zijn woonplaats Oldenzaal, waarna hij op jonge leeftijd gescout werd door FC Twente. Vanaf de D2 doorliep hij de gehele jeugdopleiding van de club uit Enschede. Op 16 mei 2012 tekende Kwee zijn eerste opleidingscontract bij de club. Op 9 september 2013 vierde hij zijn debuut in de Eerste divisie voor Jong Twente tegen FC Eindhoven. Kwee speelde de volledige wedstrijd, die met 2-0 verloren ging in Eindhoven. In het seizoen 2013/14 mocht hij 20 wedstrijden voor de club uitkomen. Seizoen 2014/15 kwam hij vaker tot spelen toe, onder andere doordat de andere rechtsback van FC Twente Hidde ter Avest overgeheveld werd naar de eerste selectie. In totaal speelde hij 48 wedstrijden voor Jong Twente in de Jupiler League, waarin hij tweemaal wist te scoren.
Op 19 Juni 2015 werd bekendgemaakt dat Kwee transfervrij de overstap maakt naar FC Emmen. Hij maakte zijn competitiedebuut voor de club in de eerste speelronde in het uitduel tegen FC Oss dat met 3-0 gewonnen werd, Kwee speelde de hele wedstrijd.
Op 19 december 2016 werd bekendgemaakt dat hij zijn loopbaan vervolgt bij HHC Hardenberg. Dar kwam hij niet aan spelen toe. In augustus 2017 ging Kwee voor AFC spelen.

## Statistieken
| Seizoen         | Club            |                    | Competitie      | Competitie | Competitie | Beker | Beker | Internationaal | Internationaal | Totaal | Totaal |
| Seizoen         | Club            | Wed.               | Competitie      | Dlp.       | Wed.       | Dlp.  | Wed.  | Dlp.           | Wed.           | Dlp.   |        |
| --------------- | --------------- | ------------------ | --------------- | ---------- | ---------- | ----- | ----- | -------------- | -------------- | ------ | ------ |
| 2013/14         | Jong Twente     | Vlag van Nederland | Eerste divisie  | 20         | 0          | 0     | 0     | -              | -              | 20     | 0      |
| 2014/15         | Jong Twente     | Vlag van Nederland | Eerste divisie  | 28         | 2          | 0     | 0     | -              | -              | 28     | 2      |
| Club totaal     | Club totaal     | Club totaal        | Club totaal     | 48         | 2          | 0     | 0     | 0              | 0              | 48     | 2      |
| 2015/16         | FC Emmen        | Vlag van Nederland | Eerste divisie  | 8          | 0          | 1     | 0     | -              | -              | 9      | 0      |
| Club totaal     | Club totaal     | Club totaal        | Club totaal     | 8          | 0          | 1     | 0     | 0              | 0              | 9      | 0      |
| Carrière totaal | Carrière totaal | Carrière totaal    | Carrière totaal | 57         | 2          | 1     | 0     | 0              | 0              | 58     | 2      |

Bijgewerkt t/m 26 augustus 2015